# Мартен (город)
Мартен (болг. Мартен) — город в Болгарии. Находится в Русенской области, входит в общину Русе. Население составляет 3996 человек (2022).

## Политическая ситуация
В местном кметстве Мартен, в состав которого входит Мартен, должность кмета (старосты) исполняет Тодор Георгиев Георгиев (независимый) по результатам выборов правления кметства.
Кмет (мэр) общины Русе — Божидар Иванов Йотов (инициативный комитет) по результатам выборов в правление общины.